# Saison 3 d'Inspecteur Barnaby
Chronologie
Saison 2 Saison 4
Cet article présente la troisième saison de la série télévisée Inspecteur Barnaby.
Midsomer Mallow se prépare pour la compétition du «village parfait» et Joyce, l'épouse de l'inspecteur Barnaby, a été conviée à faire partie du jury. Mais, au même moment, le corps d'un certain Peter Drinkwater est retrouvé, une fourche plantée dans la poitrine. Un coup dur pour l'image du village, même si les habitants ne semblent pas être très affligés par la mort de Drinkwater. Le malheureux, qui était surtout connu pour être un coureur de jupons, était suspecté de vol et de cambriolage. Dans les jours qui suivent, plusieurs meurtres sont encore commis, sans lien apparent. Tom Barnaby mène l'enquête, avec l'aide involontaire de Joyce...

## Distribution

### Acteurs principaux
- John Nettles (VF : Hervé Jolly) : l'inspecteur Tom Barnaby
- Daniel Casey (VF : Antoine Nouel) : le sergent Gavin Troy

### Acteurs récurrents
- Jane Wymark (VF : Monique Nevers) : Joyce Barnaby (épisodes 1, 2, 3 et 4)
- Laura Howard (VF : Géraldine Giraud) : Cully Barnaby (épisodes 1, 2, 3 et 4)
- Barry Jackson (en) (VF : Claude d'Yd) : Dr George Bullard (épisode 4)
- Neil Conrich : Angel (épisode 4)

## Liste des épisodes
1. Mort d'un vagabond
2. Angoisse dans la nuit
3. Le Jour du jugement
4. Le Mystère de la tombe

### Épisode 1:Mort d'un vagabond
- Grande-Bretagne : 31 décembre 1999
- États-Unis : 10 mars 2001
- France : 29 avril 2001

- Richard Johnson (James Fitzroy)
- Jennifer Hilary (Sarah Fitzroy)
- Dominic Mafham (Grahame Tranter)
- Diane Fletcher (Marcia Tranter)
- Sarah Winman (Kate Tranter)
- James Bolam (Ronald Pringle)
- Janet Dale (Betty Pringle)
- Jeanne Hepple (Linda Wagstaff)
- Peter Bayliss (Tramp)
- Jane Wood (Cathy Gurdie)
- Toby Jones (Dan Peterson (pathologist))
- Simon McBurney (Henry Carstairs)
- Fred Ridgeway (Ben Gurdie)
- Tom Smith (Billy Gurdie)
- Jonie Broom (Dave Hedges)
- Patricia Valentine (Sandra)
- Arlene Cockburn (Charlotte)
- David Maybrick (Policeman)
- Shenagh Govan (Matron)
- Frank Mills (Fred Rodale)
- Eve Pearce (Lady Bracknell)
- Grant Gillespie (Jack Worthing)
- Simon Greiff (Director)

Lieux de tournage
- Cuddington (Buckinghamshire)
- The Lee (Buckinghamshire)
- Thame Park (Oxfordshire)
- Waddesdon Manor (Buckinghamshire)

### Épisode 2:Angoisse dans la nuit
Pour les articles homonymes, voir Angoisse dans la nuit.
- Grande-Bretagne : 22 janvier 2000
- États-Unis : 23 septembre 2000
- France : 15 avril 2001

- Phyllis Calvert (Alice Bly)
- Nigel Davenport (William Smithers)
- Geoffrey Bayldon (Arthur Prewitt)
- Mary Wimbush (Marjorie 'George' Watson)
- Gudrun Ure (Celia Armstrong)
- Angela Down (Pru Bennett)
- Colin Tiernay (Mungo Mortimer)
- Clive Wood (Dr Clive Warnford)
- Deborah Findlay (Hilary Richards)
- Carolyn Pickles (Sister Lovelace)
- Miranda Kingsley (Nurse Bartlett)
- Mali Harries (Nurse O'Casey)
- Sam Beazley (Cyril Toft)
- Matyelok Gibbs (Muriel Harrap)
- Georgine Anderson (Madge Fielding)
- Daphne Goddard (Miss Laybourne)
- Arthur Cox (Landlord)
- Cyril Shaps (Jeweller)
- Caroline John (Florist)
- Sarah Ball (Shop assistant)
- Katherine Tozer (Hotel receptionist)
- David Killick (Waiter)

Lieux de tournage
- Amersham (Buckinghamshire)
- Bledlow (Buckinghamshire)
- Danesfield Hotel (Buckinghamshire)
- Hurley (Berkshire)
- Stonor (Oxfordshire)
- Wallingford (Oxfordshire)

### Épisode 3:Le Jour du jugement
- Grande-Bretagne : 29 janvier 2000
- États-Unis : 13 janvier 2001
- France : 22 avril 2001

- Timothy West (Marcus Devere)
- Hannah Gordon (Bella Devere)
- Richard Hope (Gordon Brierly)
- Marsha Fitzalan (Laura Brierly)
- Maggie Steed (Rosemary Furman)
- Nickolas Grace (Frank Mannion)
- Josephine Tewson (Samantha Johnstone)
- Barbara Jefford (Barbara Drinkwater)
- Moray Watson (Edward Allardice)
- Shelagh Fraser (Jane Rochelle)
- Orlando Bloom (Peter Drinkwater)
- Chloe Tucker (Caroline Devere)
- Bill Thomas (Ray Dorset)
- Tobias Menzies (Jack Dorset)
- Toby Jones (Dan Peterson (pathologist))
- Caroline Faber (Ruth Weston)
- Richard Trinder (Michael Weston)
- Emily Canfor-Dumas (Annabel Weston)
- Marlene Sidaway (Mrs Foster)
- Robert Goodale (Dr Sellers)
- Malcolm Rennie (Alderman)

Les habitants du village de Midsomer Mallow espèrent pouvoir gagner le prix du Village Parfait mais leur chances sont diminuées par les cambriolages commis par deux jeunes hommes : Jack Dorset et Peter Drinkwater. L'inspecteur Barnaby et le sergent Troy enquêtent sur ces cambriolages.
- L'acteur Richard Hope, qui interprète ici le personnage de Gordon Brierly, réapparaîtra dans l'épisode 7 de la saison 10, Le Couperet de la justice, dans lequel il incarnera le personnage de Neville Hayward.

Lieux de tournage
- Chenies (Buckinghamshire)
- Haddenham (Buckinghamshire)
- Marlow (Buckinghamshire)
- Watlington (Oxfordshire)

### Épisode 4:Le Mystère de la tombe
- Grande-Bretagne : 5 février 2000
- États-Unis : 8 avril 2000
- France : 25 mars 2001

- Patricia Brake (Anne Quarritch)
- Cheryl Campbell (Sandra McKillop)
- James Laurenson (James Tate)
- Sylvestra Le Touzel (Linda Marquis)
- David Robb (Charles McKillop)
- Prunella Scales (Eleanor Bunsall)
- Charles Simon (Marcus Lowrie)
- Malcolm Sinclair (en) (Alan Bradford)
- Roger Sloman (Ralph Bailey)
- Ed Waters (Nicholas, 'Nico', Bentley)
- Alwyne Taylor (Dr Catherine Bullard)
- Chris Stanton (Vicar)

Lieux de tournage
- Black Park (Buckinghamshire)
- Ewelme (Oxfordshire)
- Chenies (Buckinghamshire)
- Chipperfield (Hertfordshire)